# Pastviny (powiat Uście nad Orlicą)
Pastviny – wieś i gmina w Czechach, w powiecie Uście nad Orlicą, w kraju pardubickim. Według danych z dnia 1 stycznia 2013 liczyła 342 mieszkańców.